# Shahier Razik
Shahier Razik, né le 18 novembre 1977 au Caire, est un joueur professionnel de squash représentant le Canada. Il atteint le 20e rang mondial en juin 2008, son meilleur classement. Il est champion du Canada à sept reprises.
Il est médaille d'or individuel et par équipe aux Jeux panaméricains de 2003.

## Palmarès

### Titres
- Bluenose Classic : 2007
- Championnats du Canada : 7 titres (2006-2007, 2009-2012, 2014)